# Akihiro Nagašima
Akihiro Nagašima (japonsko 永島 昭浩), japonski nogometaš, * 9. april 1964.
Za japonsko reprezentanco je odigral štiri uradne tekme.